# Fraser Fowler Fulton
Fraser Fowler Fulton, kanadski general, * 1905, † 1977.